# Mario Illien
 (juin 2018).
Si vous disposez d'ouvrages ou d'articles de référence ou si vous connaissez des sites web de qualité traitant du thème abordé ici, merci de compléter l'article en donnant les références utiles à sa vérifiabilité et en les liant à la section « Notes et références ».
Mario Illien est un ingénieur suisse né le 2 août 1949 à Coire dans le canton des Grisons, en Suisse. Il est spécialisé dans la conception de moteurs de sport automobile. Bien que vivant dans un pays où la course automobile a été interdite en 1955 à la suite du drame des 24 Heures du Mans (Mario avait six ans), il s'est intéressé à ce sport dans les années 1960 alors qu'il suivait particulièrement la carrière de Jo Bonnier, un pilote suédois vivant en Suisse.

## Formation
Avant de se lancer dans une carrière d'ingénieur automobile, Mario Illien a suivi une formation de dessinateur technique. Plus tard, il a repris ses études en génie mécanique à l'École d'ingénierie de l'Université de Bienne. Il en est ressorti diplômé en 1976. Il a ensuite repris sa carrière d'ingénieur.

## Début de carrière
Mario Illien a obtenu son premier emploi dans le milieu du sport automobile auprès de son idole Jo Bonnier en 1971, en aidant à la préparation d'un ancien châssis McLaren client. Lorsque Bonnier s'est tué au volant d'une Lola T280 au Mans en 1972, Illien a été embauché par Fred Stalder afin de modifier un moteur quatre cylindres Chrysler-Simca pour une utilisation dans un prototype Le Mans engagé par l'équipe Stalder Racing Organisation. Ce moteur a ensuite été utilisé en Formule 2 au milieu des années 1970, mais à ce moment-là, Illien avait quitté l'emploi que lui avait offert Stalder et s'était inscrit à Biel.
Après son diplôme, sa carrière s'est éloignée du sport automobile pour aller vers l'ingénierie militaire. Il rejoint Mowag (maintenant détenue par General Dynamics) à Kreuzlingen, où il conçoit des moteurs diesel pour véhicules blindés.
Pendant son séjour chez Mowag, Mario Illien a conservé son intérêt pour le sport automobile. En 1979, à l'âge de 30 ans, il quitte de nouveau son emploi et déménage au Royaume-Uni pour travailler au département conception de Cosworth Engineering à Northampton. Il y a passé cinq ans, contribuant à la conception et au développement des moteurs de course de la société, y compris le fameux DFY V8. C'est chez Cosworth que Mario Illien a rencontré Paul Morgan et que l'étape suivante de sa carrière a commencé.

## Ilmor Engineering
En 1983, Illien et Morgan travaillaient sur le Cosworth DFX pour l'IndyCar Series quand on leur demanda de concevoir un moteur plus compétitif. Les deux hommes ont alors lancé leur projet en 1984 et ont demandé de l'aide à Roger Penske. Celui-ci les a rejoints alors qu'ils étaient déjà soutenus financièrement par General Motors. Les quatre parties ont pris chacun 25% des parts dans une nouvelle société - Ilmor Engineering - avec Morgan s'occupant de la fabrication et du côté commercial de l'entreprise et Illien chargé de la conception. En 1986, Ilmor était engagé en Indycar.
En 1989, Ilmor décide de s'engager en Formule 1 et commence pour cela le développement d'un moteur V10 de 3,5 litres. Ilmor fournira Leyton House en 1991 et Tyrrell en 1992. En 1993, la société entame un partenariat avec Mercedes-Benz pour fournir Sauber dans sa première saison.
Ilmor a continué en tant que constructeur de moteurs Mercedes quand ils ont rejoint McLaren en 1995, ce qui a finalement apporté à la petite structure britannique sa première victoire en Grand Prix en 1997, ainsi qu'en Indycars aux États-Unis.
Peu de temps après la mort de Paul Morgan en 2001, Mercedes augmente son implication en augmentant ses parts à 55% et rebaptise la structure Mercedes-Ilmor. Lorsque la société mère de Mercedes, DaimlerChrysler, rachète le reste des actions en 2005, Illien et Penske conservent la division Special Projects, qui a développé 35% des moteurs Honda d'IndyCar Series de 2003 à 2006 (dont Honda reste le constructeur principal à 65%). À partir de 2006, en tant que constructeur de moteurs indépendant, Mario Illien a engagé son entreprise en MotoGP avec le projet X3, mais le projet capote début 2007 à cause d'un manque de financements.

## Autres travaux en Formule 1
Début 2015, Mario Illien a aidé Red Bull Racing et Renault à améliorer leur moteur en manque de puissance. Début novembre de la même année, des rumeurs ont couru que Mario Illien travaillait directement avec Red Bull afin de les aider à développer leur propre moteur à partir d'éléments mécaniques Renault débaptisés, ce qu'il a rapidement nié,.